# Workstation

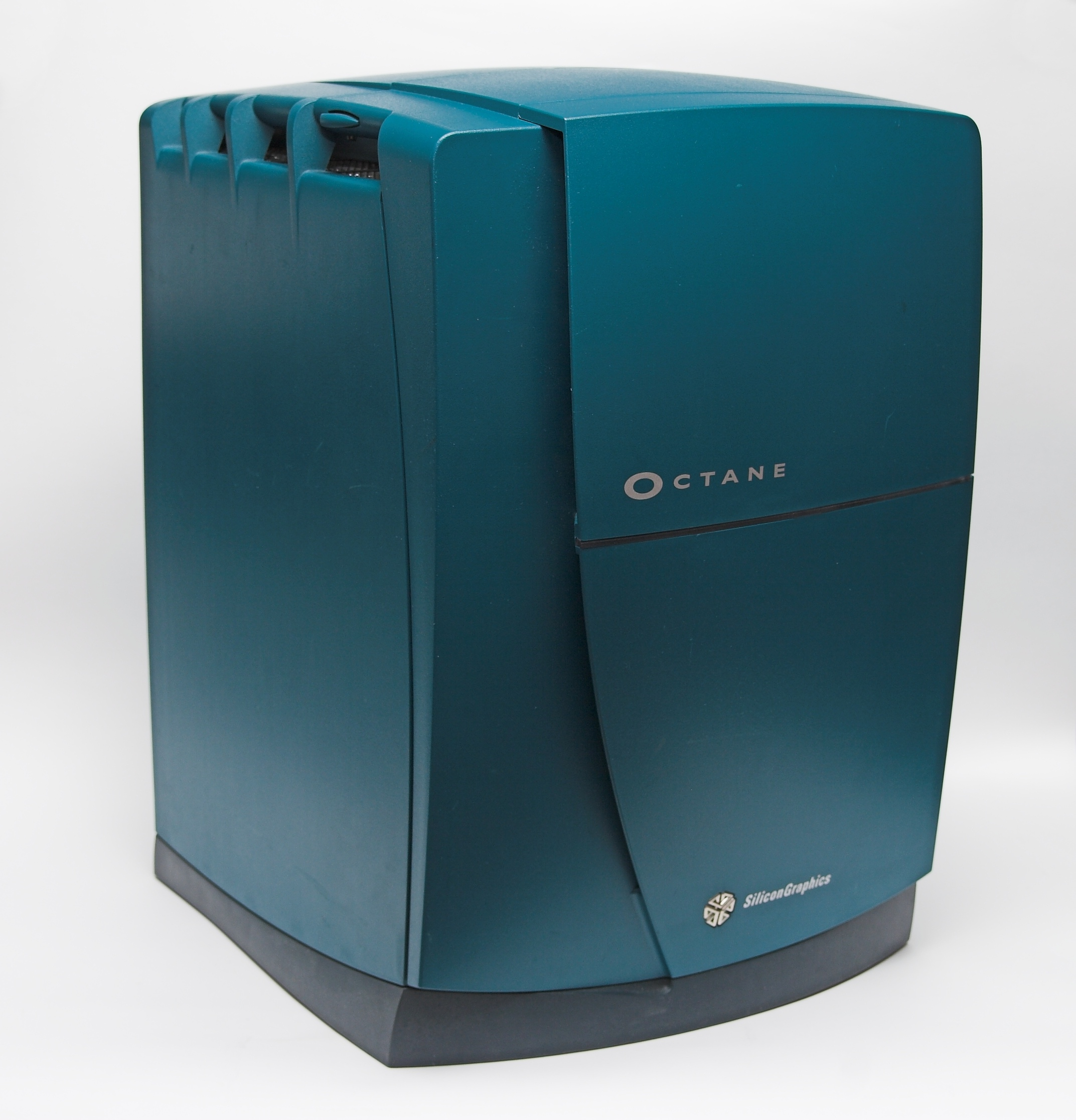
Die SGI Octane war speziell für 3D-Computergrafik optimiert und wurde häufig in der Video- und Filmproduktion für die Berechnung von CGI-Sequenzen verwendet. Als Betriebssystem kam das Unix-Derivat IRIX zum Einsatz. Anfang 1998 betrug der Preis für das Einstiegsmodell mit 225-MHz-MIPS-Prozessor, 128-MByte-Arbeitsspeicher, 4-GByte-Festplatte und 20-Zoll-Monitor etwa 20.000 US-Dollar.

Mit Workstation (deutsch: „Arbeitsstation“) bezeichnet man einen besonders leistungsfähigen Arbeitsplatzrechner für technisch-wissenschaftliche Zwecke oder die Bearbeitung großer Datenmengen (Audio-, Video-, 3D-, KI-Daten) für meist professionelle Anwendungen, in Abgrenzung zum handelsüblichen Personal Computer für den Privat- oder Bürogebrauch.
Workstations sind im Bereich Grafikdarstellung, Rechenleistung, Speicherplatz und Multitasking überdurchschnittlich gut ausgestattet. Oft können zusätzliche Terminals verwendet werden. Zur Erhöhung der Ausfallsicherheit und Langlebigkeit kommen teilweise Technologien und Komponenten aus dem Server-Bereich zum Einsatz.
Sowohl Hardware als auch Software sind oft zertifiziert und damit für den jeweiligen Anwendungsbereich zugelassen.

## Anwendungs- und Einsatzbereiche
Typischerweise werden Workstations in Unternehmen und Forschungseinrichtungen für rechenintensive Anwendungen wie die 3D-Konstruktion, Computersimulationen, Videobearbeitung und animierte 3D-Computergrafik eingesetzt.
Durch den zunehmenden Computereinsatz in der Produktentwicklung haben Workstations heute eine zentrale Bedeutung im Entstehungsprozess von industriell gefertigten Produkten. Das Einsatzspektrum umfasst unter anderem die Konstruktion mittels CAD-Software, Funktionssimulation, die Erstellung digitaler Prototypen komplexer Produkte und den Entwurf der Werkzeuge und Formen für die Fertigung.
Ein stetig wachsendes Anwendungsgebiet ist auch die Erstellung von Computeranimationen für Spielfilme und Fernsehproduktionen und Computerspiele. Dabei werden zum Teil viele, über Standorte in mehreren Ländern verteilte Einzelplatz-Workstations eingesetzt, die zur Erhöhung der Render-Rechenleistung zu einem Rechencluster zusammengeschaltet werden.
Auch in der Bau- und Tragwerksplanung (Gebäude, Straßen, technische Bauten (Brücken, Dämme) usw.), der Baustatik und der Architekturvisualisierung kommen Workstations zum Einsatz.
Satellitensteuerung, Weltraumflug und deren Datenauswertung (etwa Wetterbeobachtung) sind ebenso Anwendungen.
Programmierer schätzen die schnellen Compilierungszeiten und generell den Komfort einer großen Maschine (viele Bildschirme, Plattencages, schnelle Netzwerkverbindungen), Aufrüstbarkeit und Modularität.

## Workstation und Arbeitsplatzrechner
Der Begriff ist nicht synonym mit Arbeitsplatzrechner. Eine Workstation ist, ebenso wie ein Personal Computer, ein Arbeitsplatzrechner – aber nicht jeder Arbeitsplatzrechner ist auch eine Workstation. Da jedoch Personal Computer heute ebenfalls sehr leistungsfähig sind und zunehmend im technisch-wissenschaftlichen Bereich eingesetzt werden, verwischen die Grenzen zwischen Personal Computer und Workstation immer mehr. Unterstützt wird dieser Trend durch die häufige Praxis im Computer-Marketing, einem Desktop-Computer durch den Begriff Workstation einen Anstrich besonderer Leistungsfähigkeit zu geben.

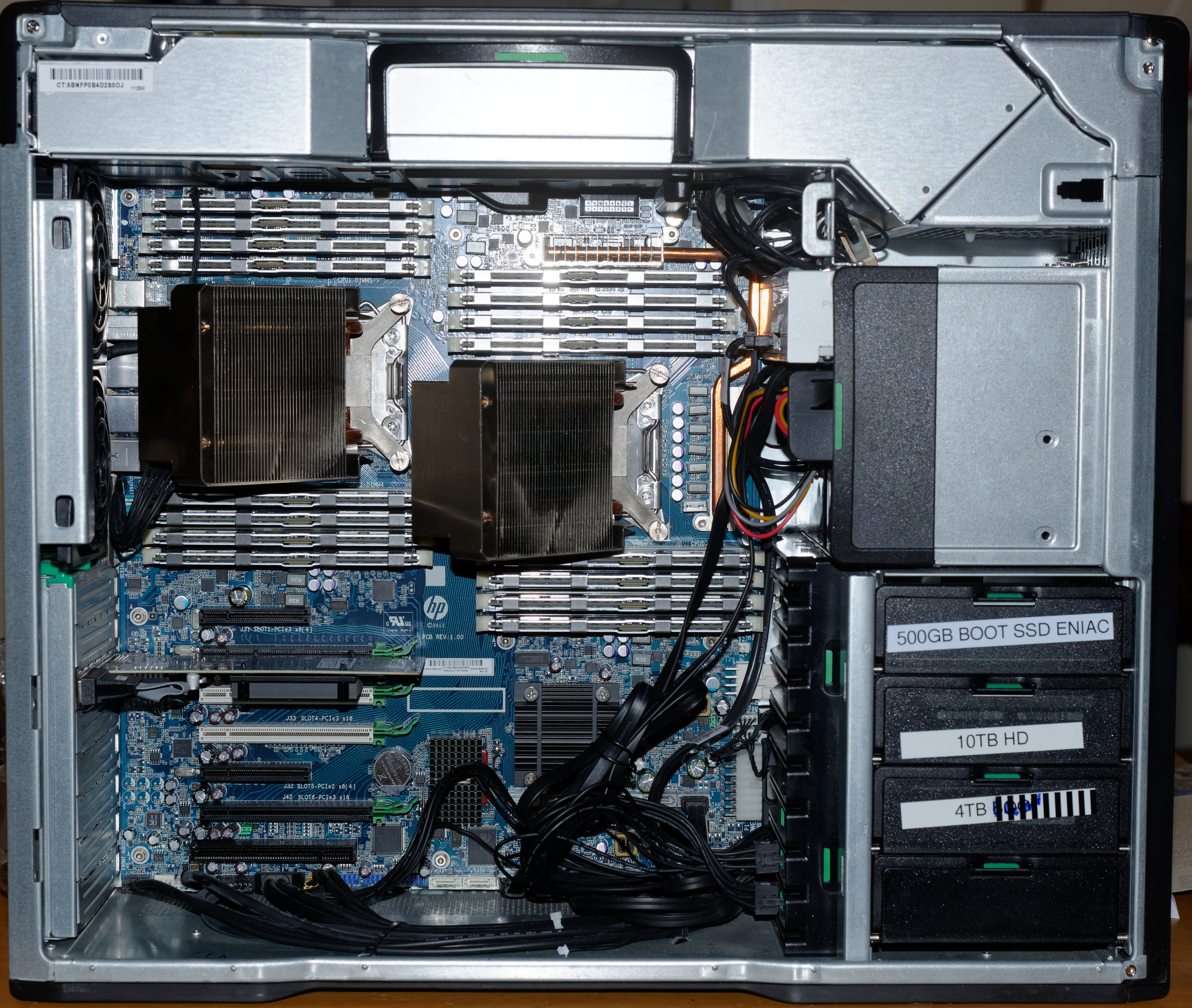
Einblick in eine modernere (2012) HP Workstation Z820 mit Dual-Prozessor

Insbesondere für den Einsatz moderner 3D-Computerspiele werden so genannte Gaming-PCs angeboten, die ebenfalls mit schnellen Prozessoren und Grafikkarten sowie großem Arbeitsspeicher ausgestattet sind. Diese werden jedoch nicht zu den hier behandelten Workstations gezählt – unter anderem, da sie technisch und qualitativ nicht auf die für professionellen Arbeitseinsatz notwendige hohe Zuverlässigkeit ausgelegt sind und auch nicht unter diesem Gesichtspunkt vermarktet werden.

## Historisch betrachtet

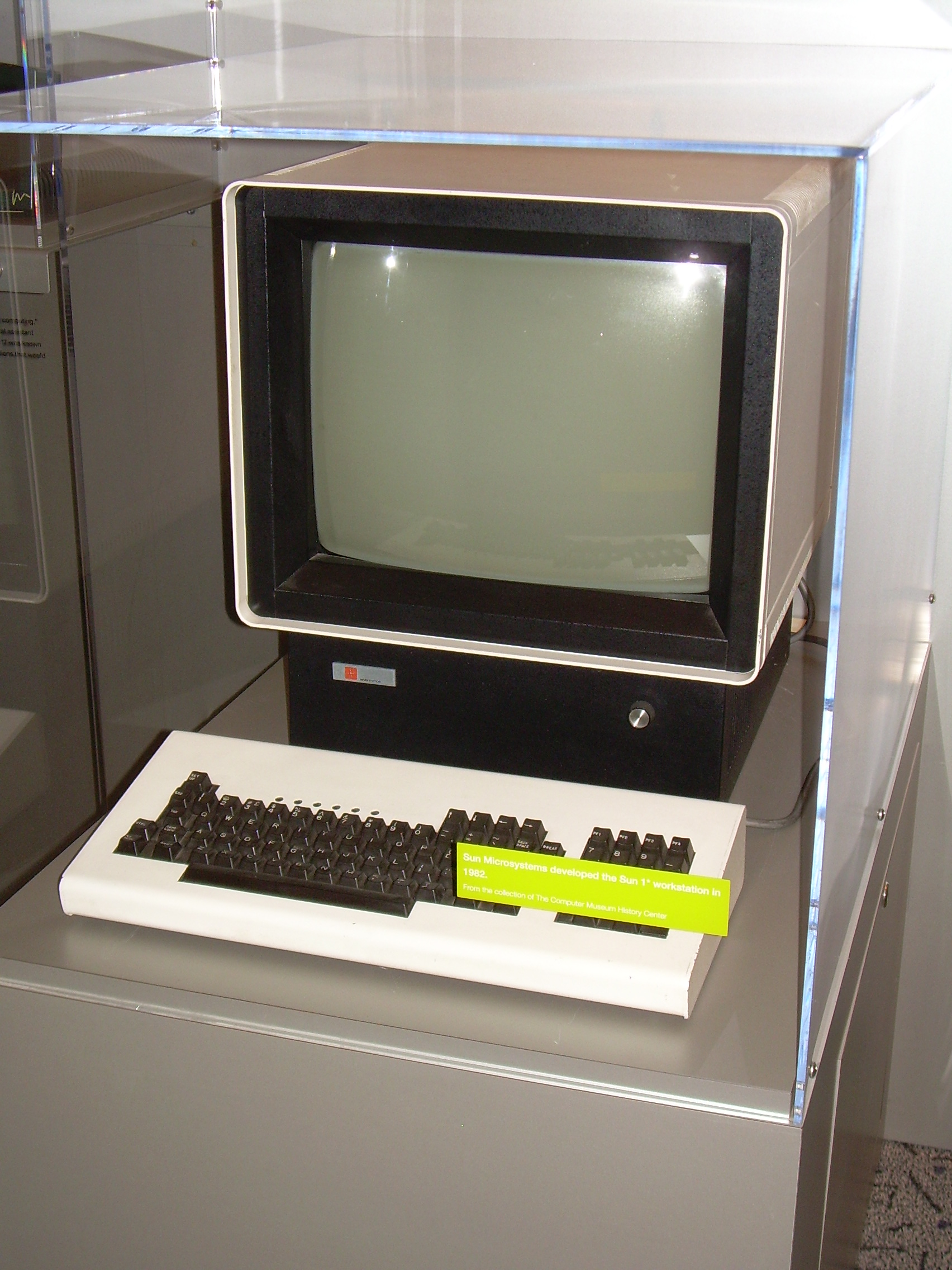
Sun-1 (1982) im Museum

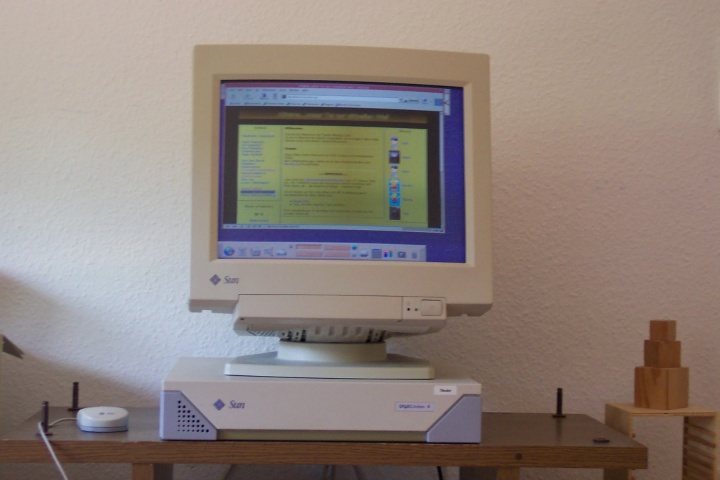
SUN Workstation mit CDE-Benutzeroberfläche

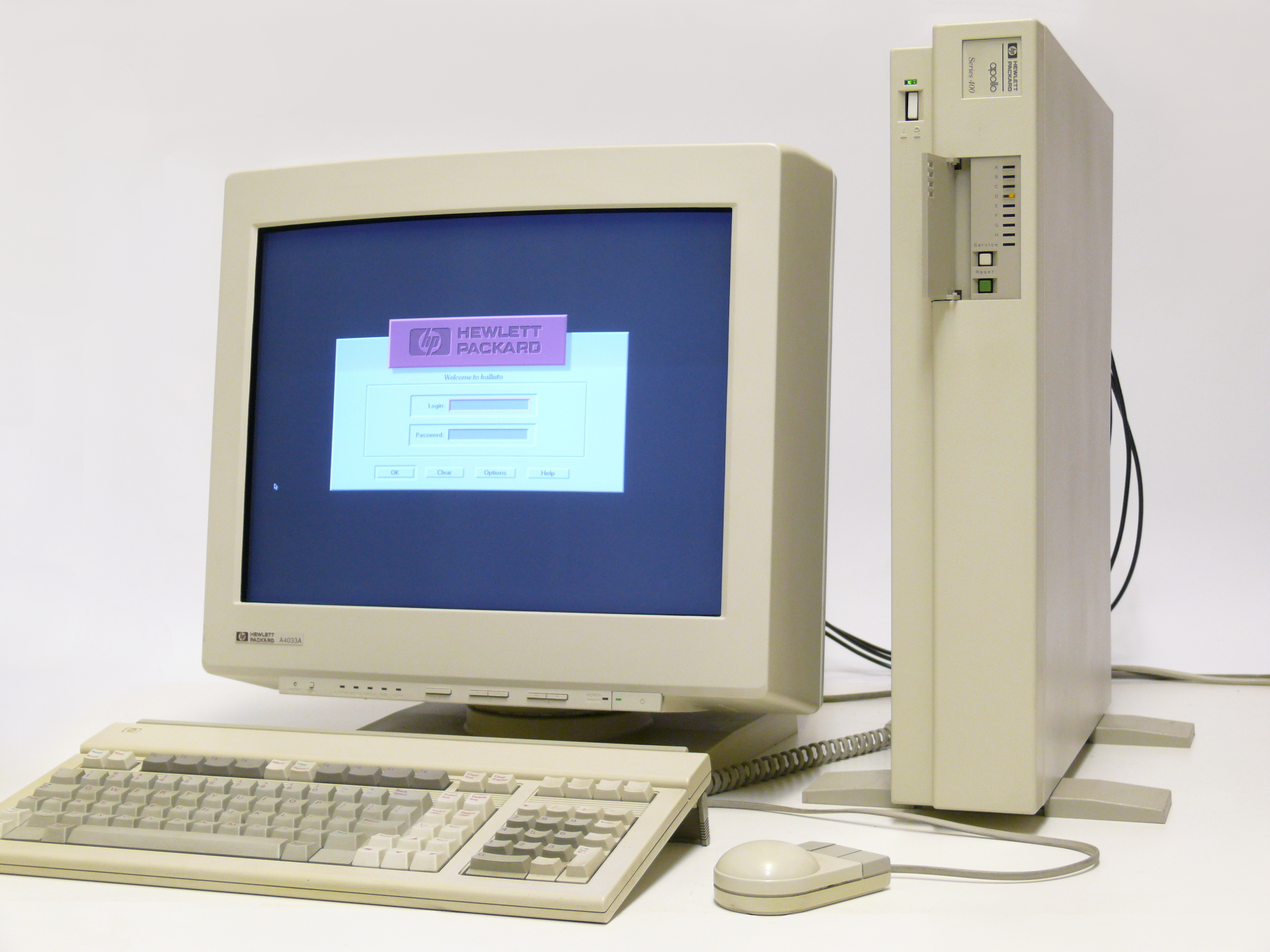
HP 9000 400t Workstation

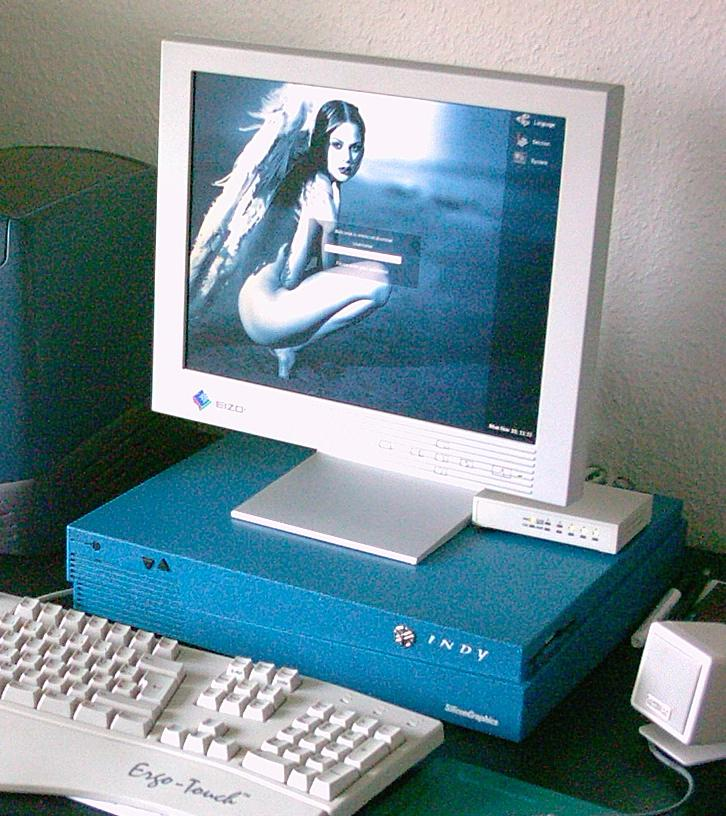
SGI Indy, die kleinste Einstiegsmaschine der Firma SGI von 1993

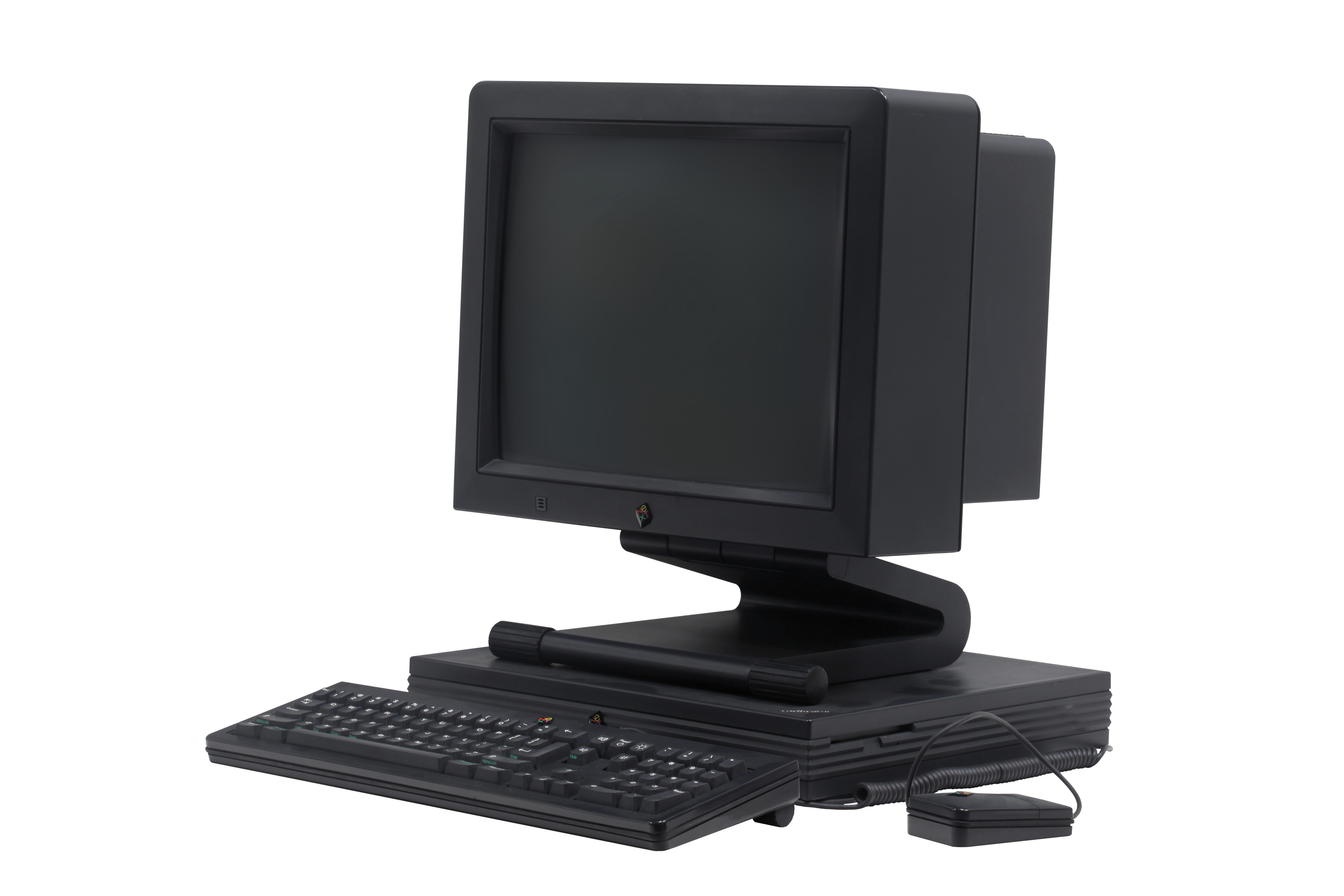
NeXTstation, die NeXT-Pizzabox von 1990

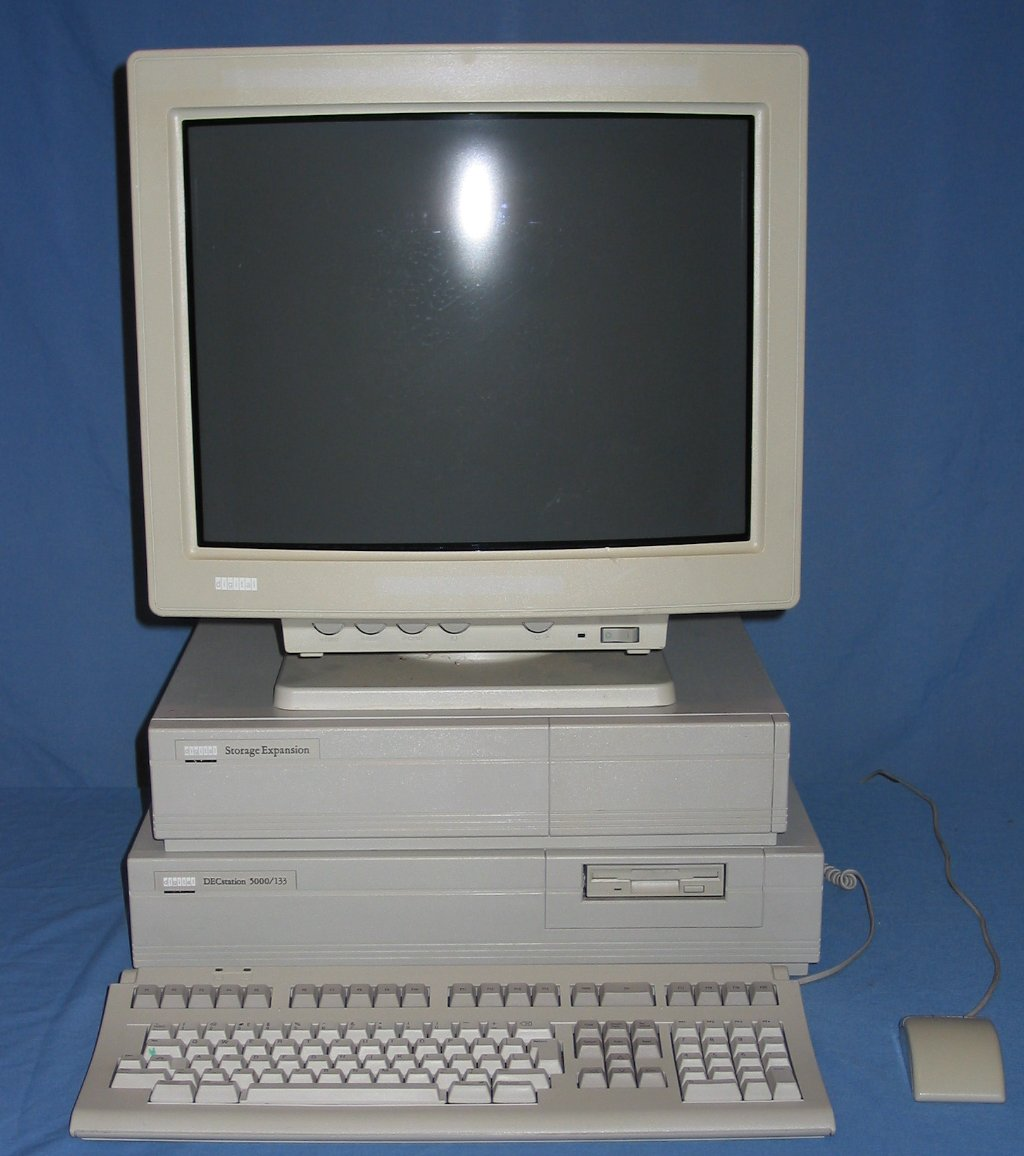
Digital DECstation 5000/133 mit StorageExpansion

Historisch war die Eigenschaft für einen Benutzer, oder zumindest für wenige Benutzer eine wichtige Unterscheidung zu den sonst üblichen Mehrbenutzersystemen. Statt wie beim Mehrplatzsystem über ein Terminal (meist seriell und im Textmodus) mit einem Computer verbunden zu sein, dessen Rechenzeit man sich mit vielen Anderen teilen musste, stand nun dem Ingenieur, dem Wissenschaftler oder einer kleinen Arbeitsgruppe mit einer Workstation praktisch exklusiv ein eigenes Gerät zur Verfügung. Im Unterschied zu den oft langsamen seriellen Terminalverbindungen der klassischen Mehrplatzsysteme verfügen Workstations über direkt angebundene, zum Teil mehrere leistungsfähigere Grafiksysteme und Monitore, zusätzlich können sie aber auch über schnelle Netzwerkverbindungen angeschlossene leistungsstarke grafische X-Terminals betreiben. Damit eröffneten sich gerade für technisch-wissenschaftliche Anwendungen ganz neue Visualisierungsmöglichkeiten. Vor diesem Hintergrund sind auch die für Workstations und für X-Terminals typischen hochwertigen großformatigen Bildschirme zu sehen. Durch die rasanten Entwicklungen bei Standard-PCs, vor allem auch im Bereich CPUs, GPUs und Betriebssystemen, verschwamm in den Jahren ab 1990 der Unterschied zwischen Workstation und PC immer mehr und führte ab etwa dem Jahr 2000 zum Ausdünnen und in der Folge auch zum Verschwinden der üblicherweise eigenentwickelten Workstation-Architekturen.
Als erste Workstation gilt die IBM 1620 (1959). Bekannte Hersteller in den 1970er Jahren waren Wang, Xerox, insbesondere mit dem Xerox Alto (1973), Olivetti, die CPT Corporation, AES Wordplex und ETAP.

## Entwicklung
Workstations entwickelten sich in den 1980er Jahren zu einer eigenständigen Rechnerform. Die großen Workstationhersteller dieser Zeit waren Apollo, DEC, HP, Sun, SGI, Intergraph, DataGeneral und NeXT. Ihnen gelang es, die Vorzüge einer Workstation gegenüber Mehrbenutzersystemen aufzuzeigen.
Ein früher Meilenstein war die sogenannte 3-M Maschine. Die Idee war dabei einen kleinen Computer zu haben, der 1 MegaMIPS Rechenleistung mit mindestens 1 MegaByte RAM und einem Display mit 1 MegaPixel Auflösung kombinierte.
Hinzu kam zu der Zeit die Idee des Client/Server-Computing, bei dem Workstations als Client ebenfalls einen Platz haben. Sie dienen dann etwa als Bedienerplatz für die Anzeige und Auswertung der Rechenergebnisse eines Großrechners.
In den 1980er und 1990er Jahren war der Markt durch Workstations mit Unix- und VMS-Betriebssystemen dominiert, viele Hersteller produzierten eigene Hardware auf Basis herstellerspezifischer Hochleistungs-RISC-Mikroprozessoren wie der PA-RISC-, MIPS- oder SPARC-Serie oder PowerPC bzw. Alpha-Prozessor. Die Anschaffungskosten betrugen in der Regel ein Vielfaches von denen durchschnittlicher PCs. Später hat sich auch im Workstation-Segment weitgehend die Kombination aus den jeweils leistungsfähigsten Intel- oder AMD-Prozessoren (z. B. Xeon oder Opteron) mit Microsoft-Windows- oder Linux -Betriebssystem durchgesetzt, und die meisten Hersteller bieten ihre eigenen Prozessor-Linien für Workstations nicht mehr an oder haben diese ganz eingestellt.
Der Markt wird heute von großen PC-Herstellern wie Hewlett-Packard (Z Series), Dell (Precision) und Lenovo (Thinkstation) dominiert. Daneben gibt es spezialisiertere Anbieter wie Tarox, Exone, Boston IT oder Supermicro.
Die meisten heute als Workstation angebotenen Systeme sind normale High-End-PCs mit einem x86-Prozessor. Häufig werden dabei Prozessoren aus den Server- und Workstation-Serien wie z. B. Intel Xeon oder AMD Ryzen bzw. Threadripper verwendet.

## Zuverlässigkeit
Workstations sind typischerweise sowohl in Bezug auf ihre Hardware als auch ihre Software besonders robust ausgestattet. Als vergleichsweise teure Systeme sind sie für professionelle Anwendungen ausgelegt, bei denen Ausfallzeiten einen erheblichen Kostenfaktor darstellen.
Nur die Unix- und Unix-artigen Systeme sowie VMS boten in der Anfangszeit die von Workstations erwartete Zuverlässigkeit und Leistungsfähigkeit. Insbesondere bei normalen PC-Rechnern unter Windows 3.1, das ein Aufsatz auf MS-DOS war, aber auch noch bei Windows NT standen noch regelmäßig Systemabstürze auf der Tagesordnung. In der Folgezeit sind die Unterschiede zwischen Workstations und PCs immer mehr geschwunden.
Ein wesentliches Kriterium, das auch der Abgrenzung hin zum normalen PC dienen kann, war und ist das Vorhandensein von Zertifizierungen für bestimmte Soft- und Hardwarekombinationen. Damit garantiert der Hersteller die uneingeschränkte und stabile Verwendbarkeit einer Anwendung auf einer definierten Hardware.
Arbeitsspeicher in Workstations wird üblicherweise als ECC RAM ausgeführt. Damit können auftretende Bitfehler abgefangen und korrigiert werden.

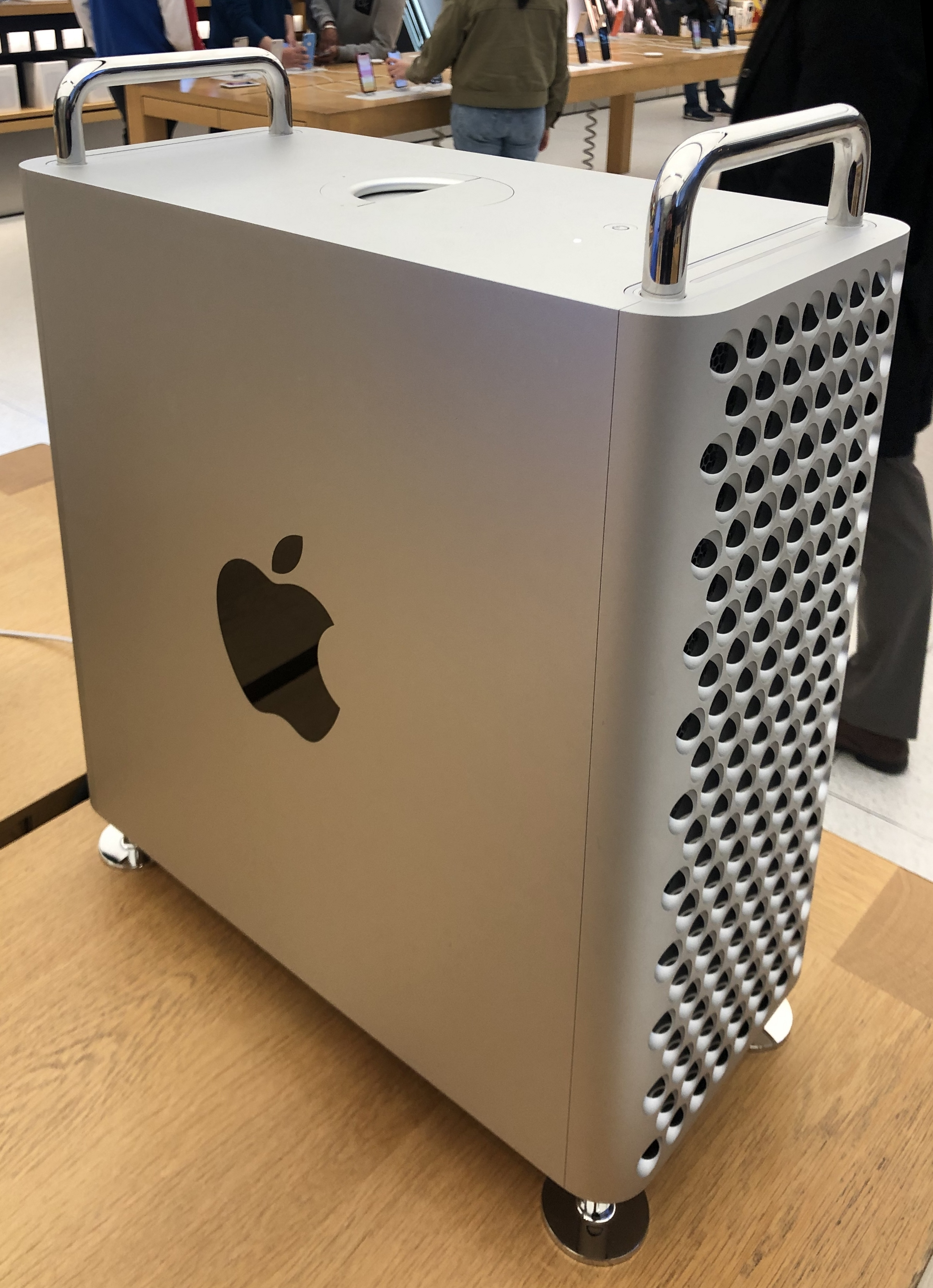
Ein Mac Pro der dritten Modell-Generation (seit 2019). Da macOS seit der Version Mac OS X Leopard nach der Single UNIX Specification UNIX 03 zertifiziert ist, kann sie als eine der letzten UNIX-Workstations auf dem Markt angesehen werden.

Da es sich ja oft um wenig flexible Systeme (im Vergleich mit PC) hinsichtlich der vom Hersteller angebotenen Zusatzoptionen handelt, müssen gar nicht alle am Markt vorhandenen Controller unterstützt werden. Stattdessen kann die Qualität der Gerätetreiber für die bekannten Zusatzkarten und Spezialchips deutlich höher ausfallen. Insbesondere deren Einbindung in das Gesamtsystem und Abstimmung auf andere potentiell vorhandene Komponenten kann so optimiert werden – sowohl hinsichtlich Geschwindigkeit als auch Stabilität.

## Betriebssysteme
Als Betriebssystem kamen bis Mitte der 1990er Jahre hauptsächlich die kommerziellen UNIX-Versionen der großen Anbieter zum Einsatz: SunOS / Solaris (Sun Microsystems), HP-UX (Hewlett-Packard), IRIX (Silicon Graphics), AIX (IBM) und SCO, aber auch OSF/1 bzw. Digital UNIX / Tru64 UNIX (DEC) sowie das VMS (Virtual Memory System) / OpenVMS (DEC), das Domain/OS (Apollo) und andere Unix-artige Systeme wie Sinix (Siemens) oder NeXTStep (NeXT). Bereits ab 1985 gab es Bemühungen und die Anforderung zumindest die wichtigsten Systemschnittstellen und Programmwerkzeuge unter dem Begriff POSIX zu standardisieren. Ab 1994 war die Entwicklung des Funktionsumfangs der Linux-Distributionen so weit fortgeschritten, dass dieses – als quelloffene Neuimplementierung von Unix – die kommerziellen Systeme ersetzen konnte.
Zum Ende der 1980er Jahre begann sich mit Windows auch auf PCs die graphische Oberfläche (WIMP) durchzusetzen. Bis dahin hatte sie größere Verbreitung im Wesentlichen nur auf den Mac- (1984), GEM-, Atari- und Commodore Amiga (1985) Systemen gefunden. Diese wurden hauptsächlich von kreativen Anwendern und teilweise im universitären Bereich genutzt.
Die Workstations benutzen dagegen mit X Window System (1984) bereits ein netzwerkfähiges Grafiksystem, das es ermöglicht grafische Ausgaben beliebiger verbundener Rechner (auch des eigenen) anzuzeigen. Mit einem Motif genannten Softwarezusatz werden die Grafikausgaben der Programme in Fenstern angeordnet. Durch herstellerspezifische Zusatzprogramme und optische Anpassungen entstanden aus diesen Komponenten die Desktops der meisten Workstations. Teils war es auch möglich die Bildbeschreibungssprache Postscript für die Ausgabe am Monitor zu benutzen (NeWS).
UNIX-basierte Betriebssysteme enthalten oft neben dem eigentlichen Systemkern und der installierten Hauptanwendung eine große Ansammlung verschiedenster Programme. Diese sind (teil)standardisiert und vom Nutzer über die Kommandozeile erreichbar. Daher kommt eine Workstation bereits in den 1980er Jahren standardmäßig mit Möglichkeiten zur direkten Netzwerkbenutzung (uucp, ftp, news, mail), Dateikompression (compress, zip, bzip), Dateiarchivierung (tar, rsync, später wodim und cdrecord), Grafikformatumwandlung (xwdtopnm), den UNIX Texttools (troff, uniq) und teils dem kompletten C Compiler (mit Linker und Standardbibliotheken), manchmal auch anderen Programmiersprachen. Dadurch wurde eine Workstation, oft auch ohne dass es dem Nutzer erlaubt war Programme nachzuinstallieren, zu einem sehr vielseitig verwendbaren Gerät (manchmal auch weit abseits des vorgesehenen Einsatzzweckes (rogue, angband)).
Aktuelle Workstation kommen mit Windows 11 Pro, Linux oder macOS.
Typisch für diese Geräteklasse ist, dass vom Kunden erwartet wird, dass der Hersteller das Betriebssystem mit regelmäßigen (z. B. halbjährlich oder per Netzupdate) Patches und Erweiterungen versorgt.

## Ergonomie

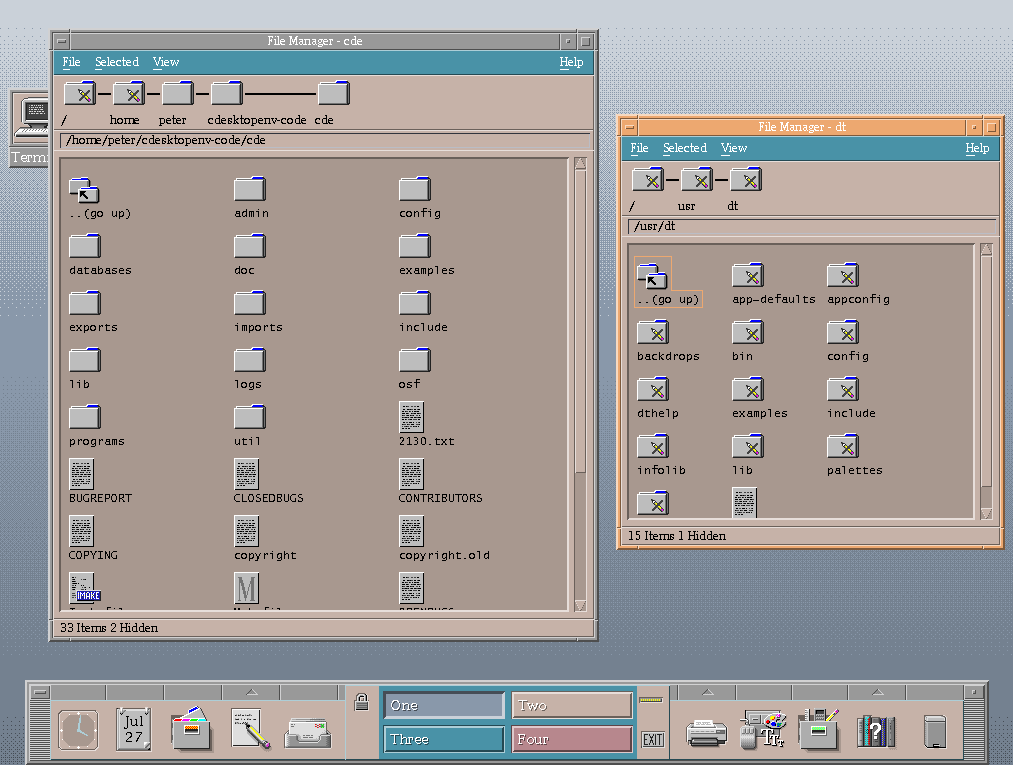
Die CDE-Desktop-Umgebung

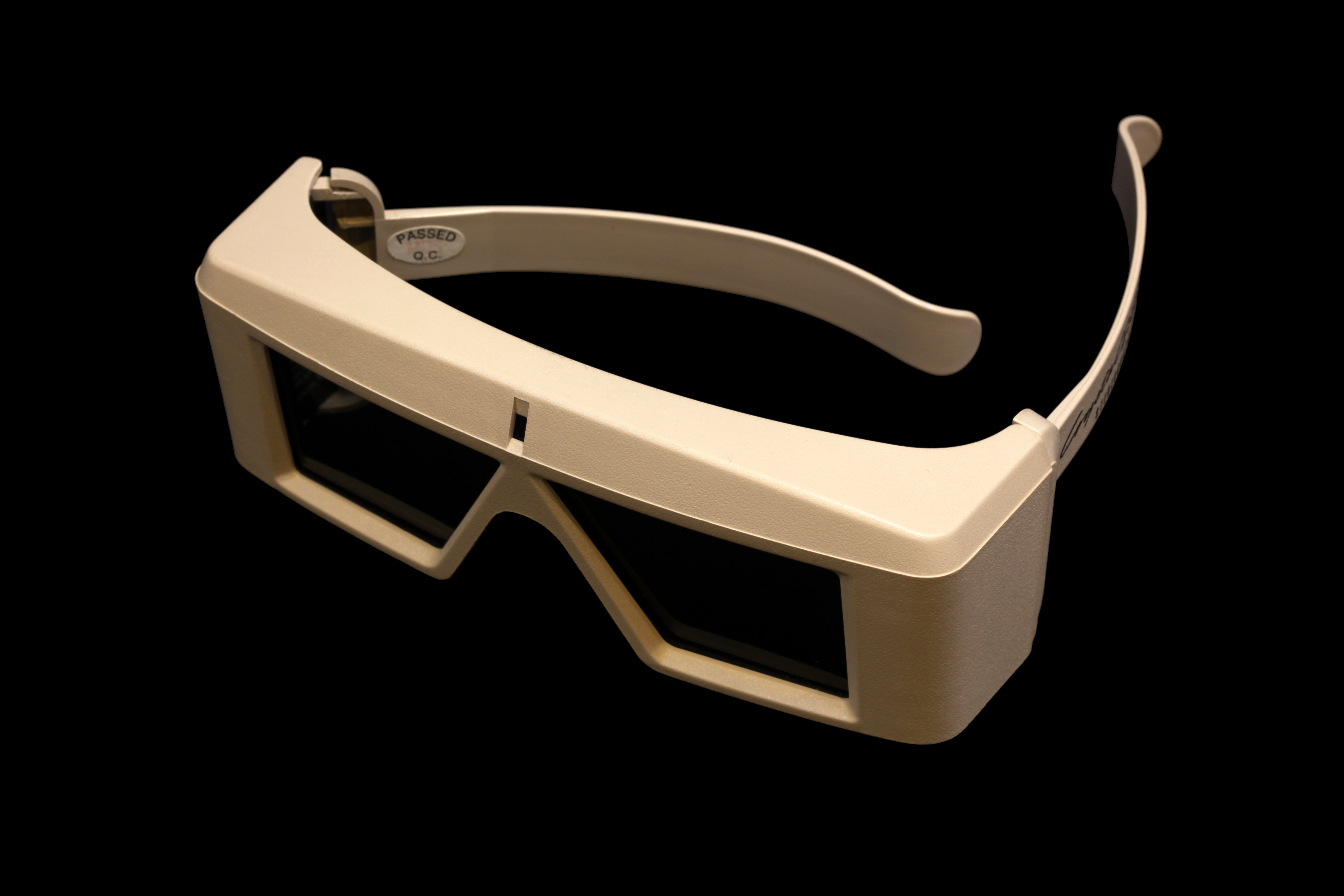
Stereoskopische Brille

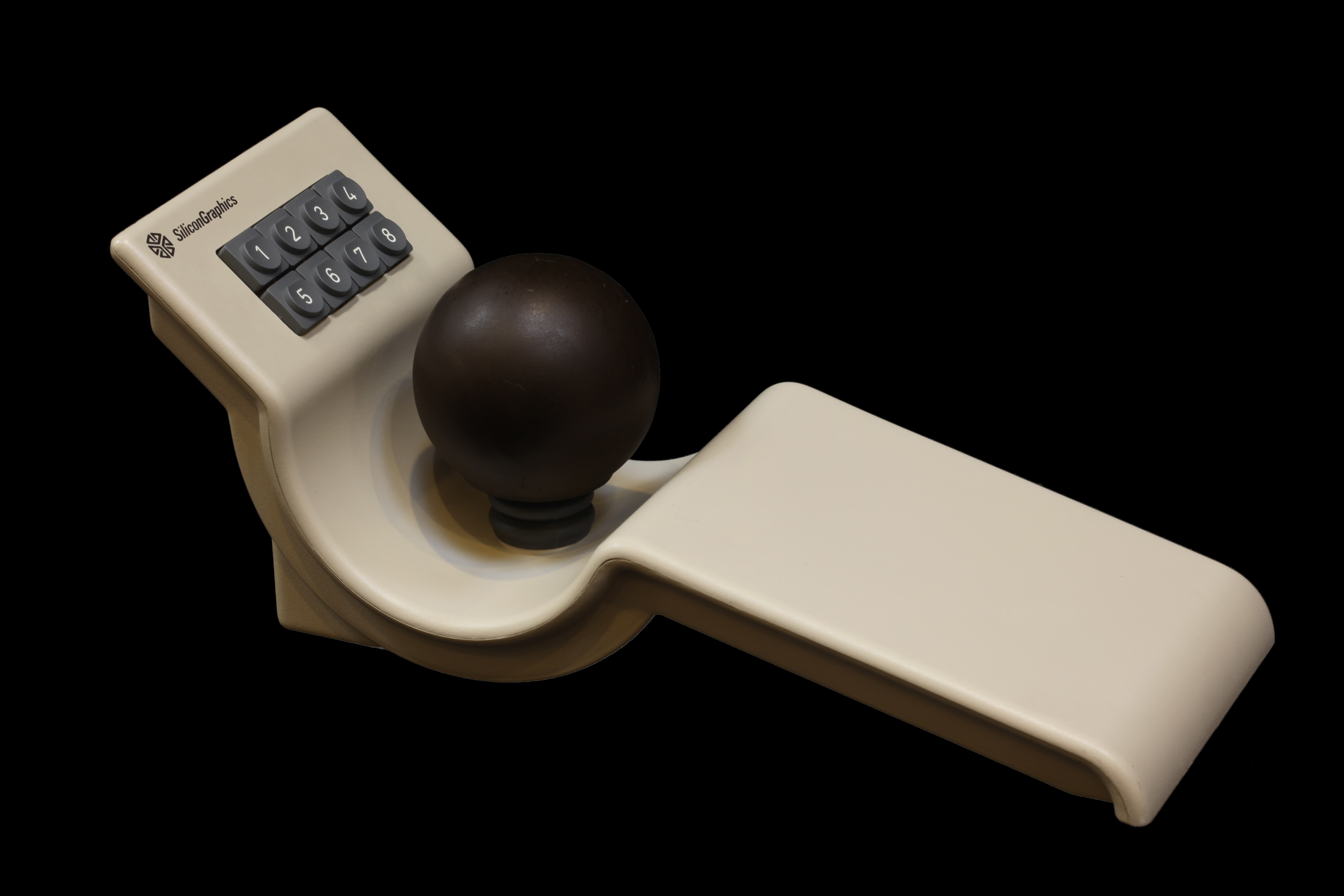
Silicon Graphics Ball

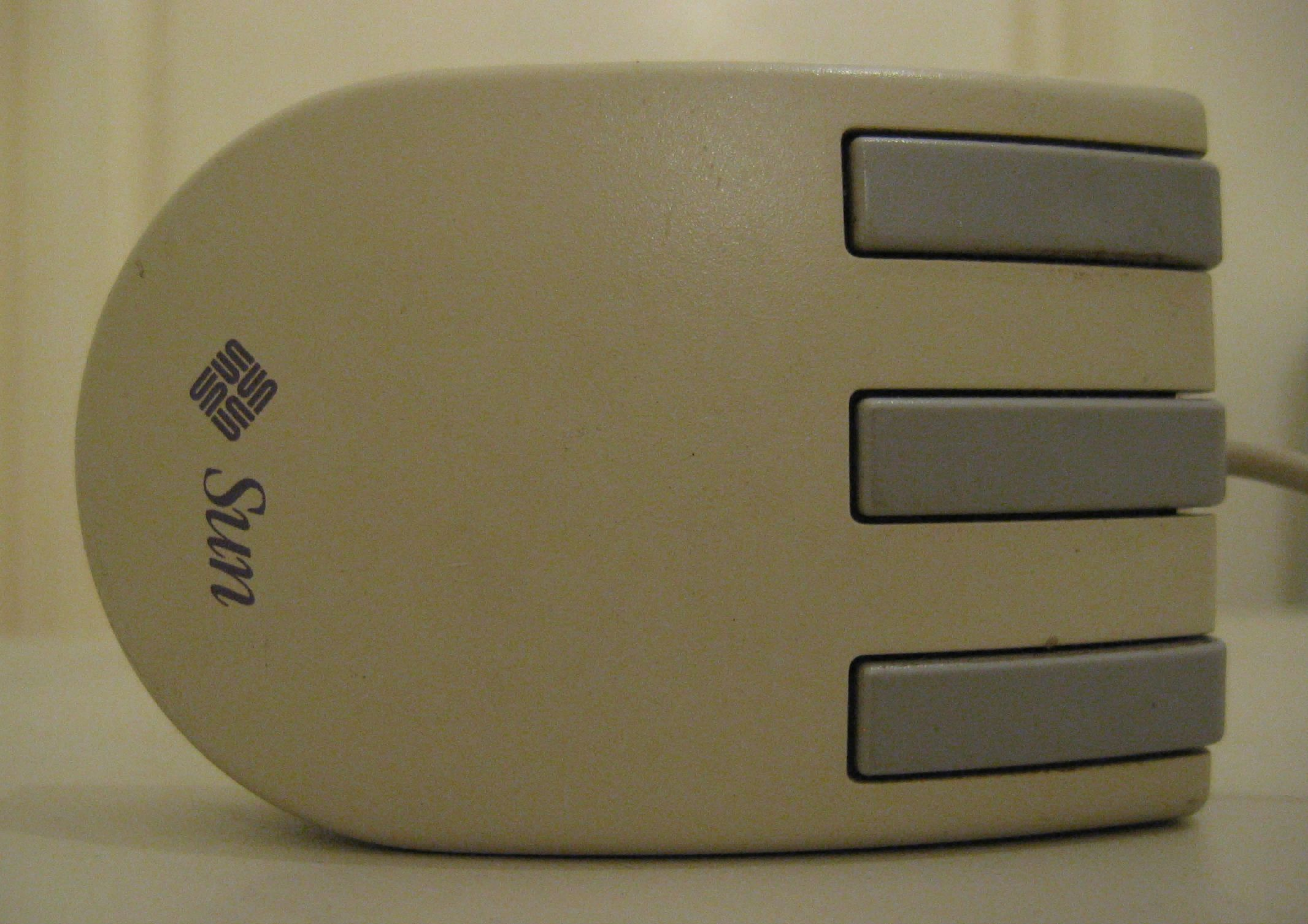
Sun 3-Tasten-Maus

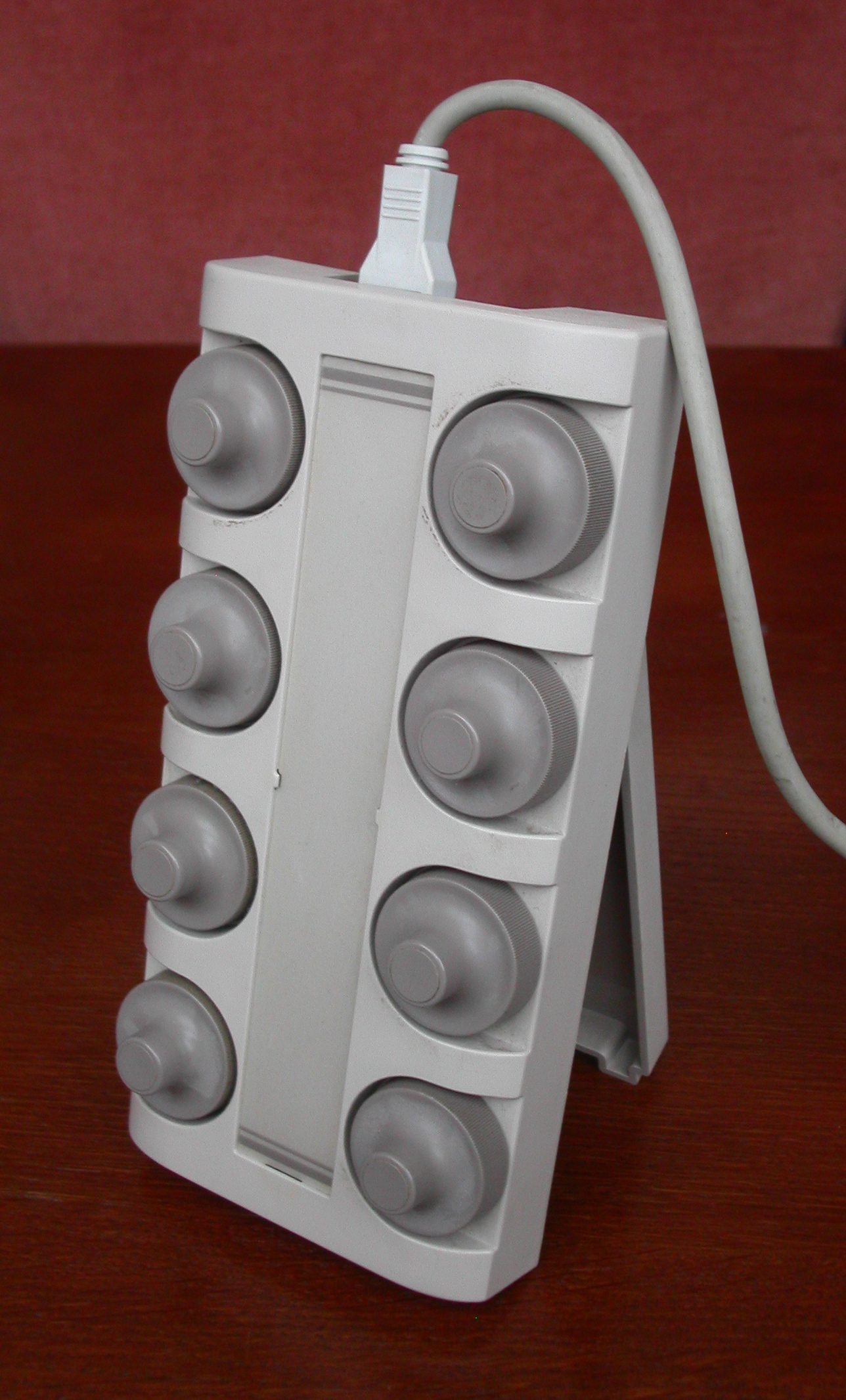
Sgi Dialbox (SN-921)

Bei Workstations war Ergonomie von Anfang an ein wichtigeres Thema als beim PC. Während der PC-Nutzer bis in die 1990er Jahre im Allgemeinen mit den sehr eingeschränkten Möglichkeiten von MS-DOS zurechtkommen musste, waren Workstations Multitasking- und Multiuser-fähig und boten eine graphische Benutzeroberfläche, aber auch die deutlich leistungsfähigere Kommandozeilenumgebung eines Unix-Systems. Hier gab es unter anderem eine automatische Befehlszeilenergänzung und eine Historie für die eingegebenen Befehle. Viele auszuführende Aufgaben ließen sich durch das Anlegen sogenannter shell-scripte automatisieren (etwa die tägliche Datensicherung auf Magnetband). Beim Vergleich dieser Systeme mit neueren Computern ist allerdings zu beachten, dass selbst ein durchschnittliches Smartphone aus dem beginnenden 21. Jahrhundert mehr Rechenleistung bietet als eine Workstation aus den 1980er Jahren. Entsprechend haben sich auch die Ansprüche an die Ergonomie der Systeme geändert. Die klassischen Desktop-Umgebungen der kommerziellen Unix-Systeme wie Suns OpenWindows, IRIX Interactive Desktop, HP-VUE und CDE (Ende des 20. Jahrhunderts die Standardumgebung auf UNIX-Workstations) mögen einem heutigen Mac- oder Windows-Nutzer wenig benutzerfreundlich erscheinen. In ihrer Zeit waren sie jedoch ergonomischer als die gängigen PC-Systeme.
Insbesondere bei Ein- und Ausgabegeräten wurde Wert auf hohe Qualität gelegt. Zudem gab es bestimmte Eingabegeräte, die üblicherweise dem Workstationbereich vorbehalten waren. 3D Mouse, Multibutton Boards, Drehregler, 3D Shutterbrillen oder auch Head-up-Displays sind Beispiele dafür. Bei Monitoren kamen solche mit großen Bildflächen und hohen Bildwiederholfrequenzen zum Einsatz, zudem bei hohen bis sehr hohen Pixelauflösungen. Tastaturen haben sehr oft Mikroschalter (MX, ALPS); einfache Membrankeyboards fanden sich in diesem Bereich eher selten.